# Marius Hulpe

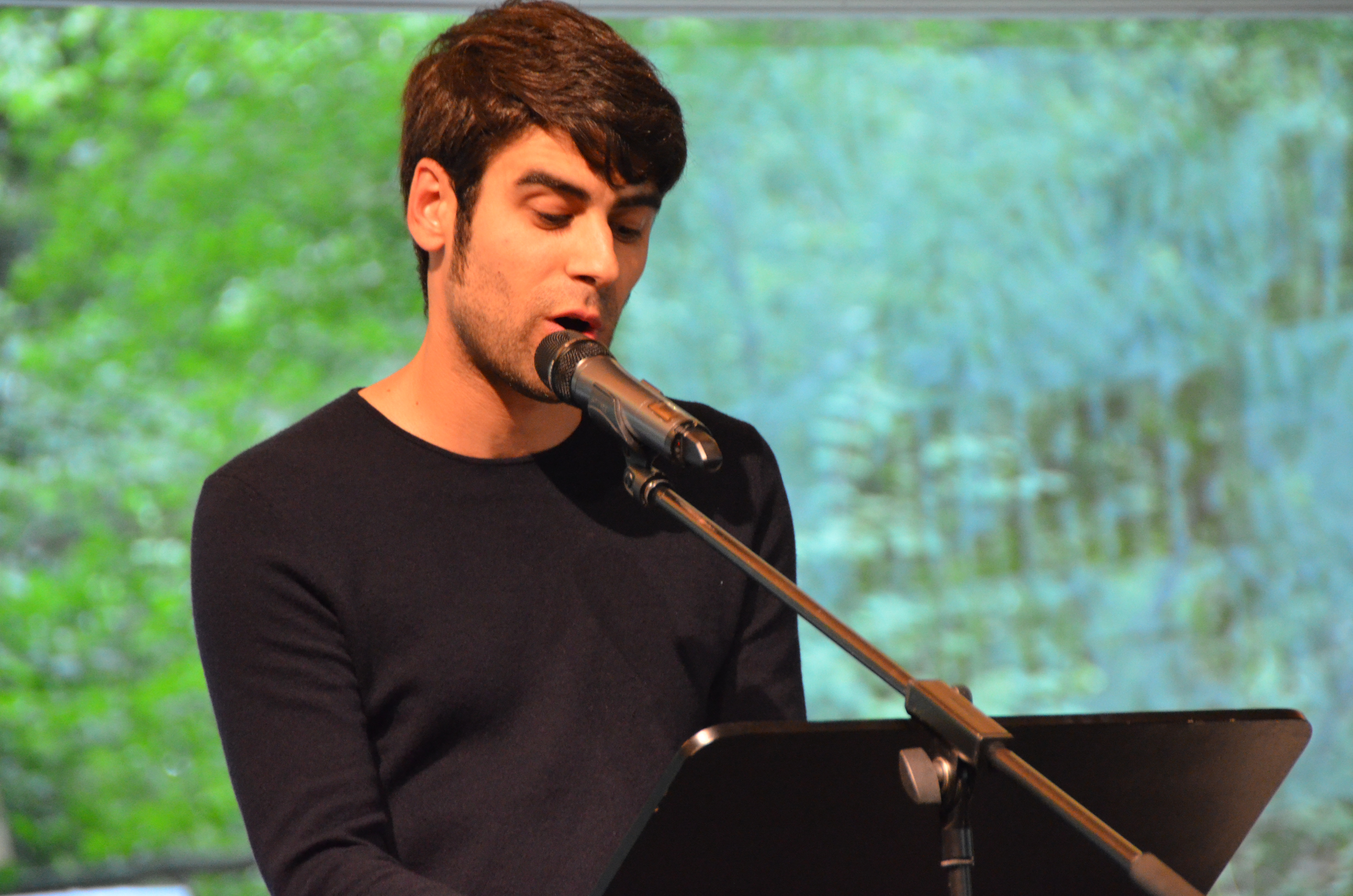
Marius Hulpe auf dem Poesiefestival Berlin 2015

Marius Hulpe (* 6. Juli 1982 in Soest) ist ein deutscher Schriftsteller. Er lebt in Berlin und Soest.

## Leben und Wirken
Marius Hulpe ist Kind einer Deutschen und eines Iraners, fünftes von neun Halbgeschwistern und wuchs als jüngeres zweier Geschwister im westfälischen Soest auf. Er studierte zunächst Philosophie, Literatur- und Theater-/Medienwissenschaft in Leipzig, Potsdam und Berlin und seit 2006 Kreatives Schreiben und Kulturjournalismus in Hildesheim. Dort sowie an der Jagiellonen-Universität Krakau erhielt er auch Lehraufträge, u. a. zu den Themenkomplexen Psychopathologisch determinierte Literatur und Stilistik.
Erstmals auf sich aufmerksam machte Hulpe in den späten 1990er Jahren, überwiegend mit kleinen Veröffentlichungen in regionalen Magazinen. 2008 debütierte er im Zürcher Ammann Verlag mit dem vielbeachteten Gedichtband „wiederbelebung der lämmer“, über den Walter Hinck in der FAZ schrieb: „[…] aus seinen Gedichten [spricht] eine ursprüngliche poetische Ausdruckskraft. […] Eine poetische Stimme, die sich einprägt.“ Im selben Jahr wurde er mit dem Förderpreis des Landes Nordrhein-Westfalen für junge Künstlerinnen und Künstler ausgezeichnet, den vor ihm Künstler wie Hanns-Josef Ortheil, Pina Bausch oder Thomas Kling erhielten. In der Laudatio attestierte ihm der Autor Friedmar Apel „erstaunliche Stilsicherheit und Ausdruckskraft“ und konstatierte: „Wie sich die genaue Beobachtung moderner Wirklichkeit mit poetologischer Reflexion und dem Ausdruck poetischer Lebensfreude in einer für ein Debüt ungewöhnlichen Formen- und Themenvielfalt manifestiert, hat die einmütige Bewunderung der Jury gefunden.“ Seine Gedichte, Essays und Erzählungen erschienen daraufhin ebenfalls im Rundfunk (u. a. im WDR) sowie in zahlreichen Magazinen, Zeitungen und Anthologien, u. a. in Lyrik von Jetzt 2 (Berlin Verlag), Jahrbuch der Lyrik (DVA, Schöffling), Fußball ist unser Lieben (Suhrkamp Verlag) und Das Spiel meines Lebens (Rowohlt).
2009 trat er im Rahmen der lit.Cologne im ausverkauften Kölner Gloria-Theater neben der späteren Literaturnobelpreis-Trägerin Herta Müller sowie Marcel Beyer auf, trug seine Gedichte vor und diskutierte mit den etablierteren Schriftstellern über den Zustand der Welt, was den WDR dazu veranlasste, weitere seiner Gedichte mit Schauspielern im Radio zu inszenieren.
Bis heute wurden seine Gedichte und einzelne Prosatexte in acht Sprachen übersetzt, u. a. ins Englische, Russische, Indonesische und Mexikanische.
Auch journalistisch sowie essayistisch trat Hulpe immer wieder in Erscheinung, etwa für SZ-Online, die Berliner Morgenpost oder das Magazin Literaturen.
Nach einer Phase des zwischenzeitlichen publizistischen Rückzugs, in der er vornehmlich jüngere Autoren förderte und Anthologien herausgab, erschienen 2013 und 2014 in rascher Abfolge die Gedichtbände Einmal werden wir und Süße elektrische Nacht.
2014 verfilmte die Regisseurin Mo Jäger Hulpes Gedicht Julielegie unter dem Titel Reise zum Mond. Der Film feierte am 18. Oktober 2014 beim 7. ZEBRA Poetry Filmfestival in Berlin Premiere und wurde bis heute weltweit auf mehr als 20 Festivals (u. a. in Südkorea, Indien, Italien, Polen und Mexiko) gezeigt und von der FBW mit dem Prädikat „wertvoll“ ausgezeichnet.
Unter dem Eindruck seiner Zeit in Krakau (2012–2015) veröffentlichte Hulpe 2016 den erzählenden Essay Der Polen-Komplex, in dem er seine subjektiven Erfahrungen mit dem politischen Wandel Polens seit 2014 erzählend kontrastiert, und über den Florian Felix Weyh im Deutschlandfunk festhielt, dass die darin zu findende Erzählung der eigenen historischen Ungeschütztheit Polen zu einem Modellfall für die europäische Zukunft werden lasse.
2019 erschien Marius Hulpes erster Roman Wilde grüne Stadt bei Dumont, dem der Journalist Jochen Overbeck im Spiegel einen großartigen Stil attestierte sowie eine nicht weniger große Geschichte. Burkhard Müller hob in der Süddeutschen Zeitung die „besondere Sprache“ und den „Eigensinn der Handlung“ hervor, die nicht im exemplarisch Verwertbaren aufgingen und den Text aus der Menge an zeitgenössischen Familien- und Migrationsgeschichten herausragen lassen. Die Erzählweise und der „charakteristische Stil“ ließen zudem „Einzelnes wie Typisches deutlicher hervortreten, als es der linearen Erzählung möglich wäre“. Im SWR konstatierte Janila Dierks, der Roman erforsche „mit einem feinsinnigen und differenzierten Weitblick die komplexen Zusammenhänge von Familie und Herkunft“ sowie „die Auswirkungen von Weltpolitik auf den Alltag“ in einer erzreligiösen Kleinstadt wie Soest. Der Schriftsteller Jamal Tuschik kommentierte: „Vielleicht gehört Clara zur Riege der Gebärprotestantinnen. Im Krieg oder kurz danach geborene Frauen versetzten ihren Herrenmenschenvätern die härtesten Schläge, indem sie Kinder von Nicht-Weißen bekamen. Der ethnisch differente Nachwuchs war das unpassende Stück im Blut- und Boden-Puzzle. […] Ich finde das alles genau getroffen.“
Im Interview mit dem WDR ließ Hulpe durchscheinen, dass neben den verhandelten Themen die Entdeckung „farblicher und bildlicher Parallelismen“ innerhalb dieser Themenkomplexe notwendige Voraussetzung für sein Schreiben sei. Zudem habe er sich weder in der klassisch weißen noch in der klassisch migrantischen Literatur als Erzähler je „ganz zu Hause“ gefühlt. Vielmehr handele es sich bei seinem Protagonisten Niklas um ein bildungsbürgerlich und katholisch aufgewachsenes, „fast schon spießiges Kind“, das nur aufgrund seiner partiellen ethnischen Herkunft „Erfahrungen von Alltagsrassismus“ mache und sich „gegen die seltsamen Zuschreibungen seiner Umwelt“ wehre, die „ohne jede Möglichkeit der Einflussnahme schon so früh im Leben auf einen einprasseln“ und für das Kind darüber hinaus auch nicht zu deuten seien. Hulpe räumte hinsichtlich dessen eine „autofiktionale Dimension“ ein. Für ihn seien „Perspektivwechsel und das Sehen mit anderen Augen“ nötige Mittel, um auch Weltgeschichte anhand individueller Geschichte erfahrbar zu machen.
2022 erschien sein Gedichtband Monument für die Verlassenen (Elif Verlag). Matthias Ehlers lobte die Gedichte im WDR als „äußerst intensive Geschichten, Short-Stories in lyrischer Form“ und bezeichnete sie als „sehr gute Lyrik, die über den Tag hinaus wirkt“.
Marius Hulpe ist Mitgründer des PEN Berlin.

### Trivia
2011 ließ der Schweizer Schriftsteller Matthias Zschokke den jungen Hulpe als Figur in dem Kolportage-Roman Lieber Niels (Wallstein Verlag) auftreten.

## Veröffentlichungen
- Wiederbelebung der Lämmer. Gedichte. Ammann, Zürich 2008, ISBN 978-3-250-10600-5.
- Einmal werden wir. Gedichte. Lyrikedition 2000, München 2013, ISBN 978-3-86906-508-3.
- Süße elektrische Nacht. Gedichte. Edition Haus Nottbeck, Dortmund/Oelde 2014, ISBN 978-3-943270-08-2
- Der Polen-Komplex. Essay. Hanser Verlag, München 2016, ISBN 978-3-446-25357-5.
- Wilde grüne Stadt. Roman. DuMont Buchverlag, Köln 2019, ISBN 978-3-8321-8367-7.
- Monument für die Verlassenen. Gedichte. Elif Verlag, Nettetal 2022, ISBN 978-3-946989-58-5.

### Herausgaben
- Landpartie 08 (hrsg. mit Kathi Elisabeth Flau). Glück & Schiller, Hildesheim 2008, ISBN 978-3-938404-16-4.
- Privataufnahme. Junge deutschsprachige Lyrik. dahlemer verlagsanstalt, Berlin 2009, ISBN 978-3-928832-33-5.
- Raumgewinn (hrsg. mit Karl Wolfgang Flender und Antonia Kalitschke). Edition Pächterhaus, Hildesheim 2011, ISBN 978-3-941392-24-3.

## Auszeichnungen
- 2007: Werkstattstipendium des Deutschen Literaturfonds
- 2008: Aufenthaltsstipendium des Berliner Senats im LCB
- 2008: Stipendium des Künstlerdorfs Schöppingen
- 2008: Arbeitsstipendium des Landes Niedersachsen
- 2008: Förderpreis des Landes Nordrhein-Westfalen für Literatur
- 2011: Postpoetry-Preis
- 2012: Stipendium der Villa Decius in Krakau
- 2015: Arbeitsstipendium der Kunststiftung NRW
- 2016: Prosawerkstatt-Stipendium des LCB
- 2017: Förderpreis des Lions Club Hamburg
- 2019: Prager Literaturstipendium
- 2020: Writer in Residence der Fondation Jan Michalski
- 2021: Gisela-Scherer-Stipendium des Hausacher LeseLenz
- 2021: Arbeitsstipendium des Landes Nordrhein-Westfalen
- 2021: Initial-Stipendium der Akademie der Künste zu Berlin

### Interviews
- Marius Hulpe im Interview mit dem WDR
- Marius Hulpe Im Interview mit detektor.fm
- Marius Hulpe im Interview mit goethe.de

### Rezensionen
- FAZ über wiederbelebung der lämmer (2008)
- Süddeutsche Zeitung und Spiegel Online über Wilde grüne Stadt (2019)